# Salvador Sánchez (futbolista)
Salvador Sánchez Salinas (Tres Algarrobos, Buenos Aires; 31 de julio de 1995) es un futbolista argentino. Juega como defensa central y su equipo actual es Deportes Iquique de la Primera División de Chile.

## Trayectoria
Nacido en Tres Algarrobos, comenzó a jugar al fútbol en el Club Social y Deportivo Tres Algarrobos, donde debutó en la Primera División de la Liga de Fútbol del Oeste (Rivadavia) en el 2008 con 13 años, mientras que su debut en el Federal C fue en 2009, con este mismo equipo. En 2012 se incorporó a las divisiones inferiores de River Plate, donde permaneció hasta 2014, pasando por 6.ª, 5.ª y 4.ª división. 
En 2015 se incorporó a Arsenal de Sarandí. El 7 de junio de 2015, por la fecha 15 del Campeonato de Primera División Argentina, integró, por primera vez, el banco de relevos en lo que fue el empate en 0 entre Godoy Cruz de Mendoza y Arsenal de Sarandí. El 20 de septiembre de 2015 se produce su debut profesional en el partido entre Arsenal de Sarandí y Olimpo de Bahía Blanca. Finalizó, en junio del 2017, su etapa en Arsenal. En agosto del mismo año se incorporó a Santamarina de Tandil para disputar la Primera B Nacional. Tras una temporada en el equipo tandilense, se sumó a Olimpo de Bahía Blanca. Con 18 partidos jugados y un gol marcado, no renovó contrato en Bahía Blanca.
En julio de 2019 se sumó a Chacarita Juniors para disputar la Primera B Nacional 2019-2020. Luego de disputar el campeonato de la Primera Nacional, emigró a Grecia para sumarse al Volos NFC de la Primera División del país europeo. Una vez finalizada su primera temporada en Europa, se sumó al recién ascendido Ionikos de Nicea para disputar la Superliga Griega.
Tras dos temporadas en Grecia, es septiembre de 2022 es anunciado como nuevo jugador del FK Panevėžys de Lituania, donde permanece hasta fin de año. En enero de 2023, es fichado por Coquimbo Unido de la Primera división chilena.Tras disputar dos temporadas en el fútbol trasandino, en enero del 2025 se incorporó al PAS Lamia 1964 para disputar, por tercera vez, la Superliga de Grecia.
Luego de un semestre en PAS Lamia 1964, firmó contrato con Deportes Iquique, de la Primera División chilena, hasta diciembre de 2026.

## Estadísticas
| Club                             | Div.         | Temporada    | Liga  | Liga  | Copas nacionales | Copas nacionales | Torneos internacionales | Torneos internacionales | Total | Total |
| Club                             | Div.         | Temporada    | Part. | Goles | Part.            | Goles            | Part.                   | Goles                   | Part. | Goles |
| -------------------------------- | ------------ | ------------ | ----- | ----- | ---------------- | ---------------- | ----------------------- | ----------------------- | ----- | ----- |
| Arsenal de Sarandí Argentina     | 1.ª          | 2015-2016    | 3     | 0     | 0                | 0                | 0                       | 0                       | 3     | 0     |
| Arsenal de Sarandí Argentina     | 1.ª          | 2016-2017    | 2     | 0     | 0                | 0                | 0                       | 0                       | 2     | 0     |
| Arsenal de Sarandí Argentina     | Total club   | Total club   | 5     | 0     | 0                | 0                | 0                       | 0                       | 5     | 0     |
| Santamarina de Tandil Argentina  | 2.ª          | 2017-2018    | 19    | 0     | 0                | 0                | 0                       | 0                       | 19    | 0     |
| Santamarina de Tandil Argentina  | Total club   | Total club   | 19    | 0     | 0                | 0                | 0                       | 0                       | 19    | 0     |
| Olimpo de Bahía Blanca Argentina | 2.ª          | 2018-2019    | 18    | 1     | 0                | 0                | 0                       | 0                       | 18    | 1     |
| Olimpo de Bahía Blanca Argentina | Total club   | Total club   | 18    | 1     | 0                | 0                | 0                       | 0                       | 18    | 1     |
| Chacarita Juniors Argentina      | 2.ª          | 2019-2020    | 20    | 1     | 0                | 0                | 0                       | 0                       | 20    | 1     |
| Chacarita Juniors Argentina      | Total club   | Total club   | 20    | 1     | 0                | 0                | 0                       | 0                       | 20    | 1     |
| Volos NFC · Grecia               | 1.ª          | 2020-2021    | 26    | 1     | 2                | 0                | 0                       | 0                       | 28    | 1     |
| Volos NFC · Grecia               | Total club   | Total club   | 26    | 1     | 2                | 0                | 0                       | 0                       | 28    | 1     |
| Ionikos · Grecia                 | 1.ª          | 2021-2022    | 29    | 1     | 3                | 0                | 0                       | 0                       | 32    | 1     |
| Ionikos · Grecia                 | Total club   | Total club   | 29    | 1     | 3                | 0                | 0                       | 0                       | 32    | 1     |
| FK Panevėžys · Lituania          | 1.ª          | 2022         | 9     | 0     | 1                | 0                | 0                       | 0                       | 10    | 0     |
| FK Panevėžys · Lituania          | Total club   | Total club   | 9     | 0     | 1                | 0                | 0                       | 0                       | 10    | 0     |
| Coquimbo Unido · Chile           | 1.ª          | 2023         | 24    | 2     | 1                | 0                | 0                       | 0                       | 25    | 2     |
| Coquimbo Unido · Chile           | 1.ª          | 2024         | 16    | 1     | 6                | 0                | 1                       | 0                       | 23    | 1     |
| Coquimbo Unido · Chile           | Total club   | Total club   | 40    | 3     | 7                | 0                | 1                       | 0                       | 48    | 3     |
| PAS Lamia 1964 · Grecia          | 1.ª          | 2025         | 6     | 0     | 0                | 0                | 0                       | 0                       | 6     | 0     |
| PAS Lamia 1964 · Grecia          | Total club   | Total club   | 6     | 0     | 0                | 0                | 0                       | 0                       | 6     | 0     |
| Deportes Iquique · Chile         | 1.ª          | 2025         | 5     | 0     | 0                | 0                | 0                       | 0                       | 5     | 0     |
| Deportes Iquique · Chile         | Total Club   | Total Club   | 5     | 0     | 0                | 0                | 0                       | 0                       | 5     | 0     |
| Total Clubes                     | Total Clubes | Total Clubes | 177   | 7     | 13               | 0                | 1                       | 0                       | 191   | 7     |